# Elsakker
Elsakker is een gehucht en landgoed in de gemeente Hoogstraten in de Belgische provincie Antwerpen. Het ligt ten noorden van Meerle.
Het 156 ha grote gebied is in bezit van het Agentschap Natuur en Bos. Het is vrij toegankelijk voor wandelaars.

## Geschiedenis
Het landgoed behoorde tot de Abdij van Thorn. Waar de huidige Polderdreef op de Chaamse Weg uitkomt is de ingang. Hier bevindt zich het huis waar jarenlang de rentmeester van Thorn heeft gewoond. Een van hen was Wouter van Elsakker, die bij zijn dood in 1588 begraven werd in de kerk van Meerle. Op de Ferrariskaart uit de jaren 1770 is de plaats weergegeven als het gehucht Eelsacker.
Het goed bleef eigendom van de abdij tot het eind van de 18e eeuw. Toen kwam het in handen van de Brusselse familie Dupret-Bruggeman. In 1899 kwam het goed in handen van de familie Lauwers-Dupret. Deze verbouwde in 1904 het rentmeestershuis tot een groot herenhuis, dat bekendstond als het Kasteel Elsakker of Kasteel Lauwers. Later werd dit huis gewijzigd en zijn er appartementen in gebouwd.
In 1963 kwam het bos echter in handen van een projectontwikkelaar die het wilde verkavelen om er villa's te bouwen, waarbij gespeculeerd werd op de komst van Nederlanders. In 1962 was echter de Wet op de Ruimtelijke Ordening aangenomen, en daarmee werd een streep door de plannen getrokken. Uiteindelijk werd het bos in 1984 aangekocht door het Vlaams Gewest. Het gebied is Europees beschermd als onderdeel van Natura 2000-gebied Heesbossen, Vallei van Marke en Merkske en Ringven met valleigronden langs de Heerlese Loop.

## Landgoed
Het landgoed bestaat uit naaldbos met heiderestanten. Het zuidwestelijk deel is vrij toegankelijk en er is een wandelpad uitgezet. Het noordoostelijk deel is niet toegankelijk. Hier wordt het begrensd door de Strijbeekse Beek, in België ook Gouwbergse Loop genoemd, die de grens met Nederland vormt. Aan de overzijde van deze grens ligt de Strijbeekse Heide.

## Flora en fauna
De bossen bestaan uit naald- en loofbomen. De plantengroei is die van droge bossen op zure grond, met bochtige smele, pijpenstrootje, rankende helmbloem, vingerhoedskruid en wilde kamperfoelie.
Roofvogels als: buizerd, havik, torenvalk, bosuil en ransuil broeden er. Daarnaast vindt men er soorten als gekraagde roodstaart, bonte vliegenvanger, boompieper en houtsnip.
Ook vindt men er: levendbarende hagedis, bruine kikker, bastaardkikker, gewone pad, vinpootsalamander en alpenwatersalamander. Van de dagvlinders worden genoemd: groentje en bont dikkopje. Tot de libellen behoren: koraaljuffer, venwitsnuitlibel en bosbeekjuffer.
Tal van zoogdieren zijn er te vinden zoals vos, ree en bunzing.

## Verkeer en vervoer
Door Elsakker loopt de gewestelijke weg N138 tussen Meerle en Chaam.